# 郑州富士康抗议
鄭州富士康抗議，鴻海科技集團官方称之为“郑州群聚事件”，係自2022年11月份，鸿海集团（中国大陆商标作富士康）旗下中华人民共和国河南省郑州市厂区部分员工针对鸿海集团违约行为和中華人民共和國政府“动态清零”政策发起并参与的一系列示威、罢工及暴力冲突。

## 背景
於21世紀初，鴻海科技集團產品主要生產地——中國大陸，便有指控稱該集團之運作模式符合“血汗工廠”定義。針對該集團指控包含：军事化高压管理、超时加班等。于2009年起有多名員工因職務壓力墜樓自殺。全国总工会书记处书记、法律工作部部长郭军在《2014年度中国劳动关系领域十起具有典型意义的违法案件和劳动事件》的報告中，也點名批評富士康違法超時加班行爲。針對上述指控，鴻海集團前董事長暨創辦人郭台銘曾有以下回應：
血汗工厂有什么不好？我们流血流汗，只要我们符合法令，相信一分耕耘一分收获。——郭台銘，2012年4月28日，郭台銘回應外界對血汗工廠指控質疑
有關鄭州的當地勞工權益糾紛最早缘起自2022年10月份初，當地鄭州市政府為應對新冠疫情執行“動態清零”政策波及到鄭州富士康园区員工。有傳言稱疫情已蔓延至該園區，有员工带病工作，生活条件恶化的傳聞不脛而走。有網絡流傳片段顯示相當一部分鄭州富士康园区員工被迫徒步回鄉。即使事後河南省多地政府實施接送富士康員工返鄉之決定，鄭州市政府亦于11月5日被国务院联防联控机制新闻发布会批评随意以“静默”、“封城”代替管控。

## 抗議
因上述防疫離職潮造成的大規模員工職位出缺，富士康發佈招聘啓事以填補職位缺口。河南省政府也鼓勵當地人應徵富士康，其中也包括向退伍軍人宣傳。然而，員工指控稱富士康以高價招聘員工，但入職後新立合同則爲底薪傭聘；又因當地政府强制執行清零政策，使员工不能自主離去廠房，繼而发起針對富士康、當地政府的抗議運動。
報導指出富士康職員同大白、當地警察在内之政府人員發生暴力衝突，另有社交媒體如推特影片顯示，職員拿起摺曡椅等物品打砸核酸檢測所；以棍棒等物擊退警務人員所組成的人墻；河南省政府為應對當地管控不足問題，從洛陽等鄰近地調往警力增援。本事件獲紐約時報、英國廣播公司、路透社等媒體廣泛報導，被部分媒體稱作是自“1989年以來最大規模的反政府抗爭運動”。后富士康发表声明，对工人维权诉求作出让步，该事态遂缓息之。

## 各方回應
中华人民共和国外交部發言人赵立坚于11月24日的例行記者會上被外國媒體問及此項議題，他回應“不瞭解相關問題，這也不是外交問題。”鴻海科技集團于11月25日發表聲明，稱工薪同原定招聘不符是内部員工的“技術性錯誤”，并對員工深表歉意，承諾公司各項薪資政策與官方招工海報完全一致。

## 后续进展
郭台铭11月初向习近平写信，推动了11月11日为缓解清零瓶颈矛盾的“二十条”出台。11月25日，河南省郑州市组织大巴车，运载数百名富士康公司人员抵达徐州，部分人员抵达徐州后自行离开，去向不明。同时，河南省还通过列车等方式向江苏省输送部分滞留人员。翌日，徐州市新冠肺炎疫情联防联控指挥部发布情况说明；指此次员工运输係未作提前沟通之行动，并根据员工本人之意愿任其离开徐州市。
但是二十条公布后，地方政府并没有执行二十条的规定，反而是采取更加严厉的政策管控疫情。此种做法直接导致在11月24日的乌鲁木齐火灾后全国各地爆发了大规模的抗议示威，最终促使中央政府让步，在12月7日发布了新十条，结束了执行三年的清零政策。